# Хей-Брук (тауншип, Миннесота)
Хей-Брук (англ. Hay Brook) — тауншип в округе Канейбек, Миннесота, США. На 2000 год его население составило 218 человек.

## География
По данным Бюро переписи населения США площадь тауншипа составляет 94,4 км², из которых 93,9 км² занимает суша, а 0,4 км² — вода (0,47 %).

## Демография
По данным переписи населения 2000 года здесь находились 218 человек, 80 домохозяйств и 61 семья.  Плотность населения —  2,3 чел./км².  На территории тауншипа расположено 136 построек со средней плотностью 1,4 построек на один квадратный километр. Расовый состав населения: 94,95 % белых, 0,92 % афроамериканцев, 2,29 % коренных американцев и 1,83 % приходится на две или более других рас. Испанцы или латиноамериканцы любой расы составляли 0,92 % от популяции тауншипа.
Из 80 домохозяйств в 36,3 % воспитывались дети до 18 лет, в 70,0 % проживали супружеские пары, в 5,0 % проживали незамужние женщины и в 23,8 % домохозяйств проживали несемейные люди. 21,3 % домохозяйств состояли из одного человека, при том 7,5 % из — одиноких пожилых людей старше 65 лет. Средний размер домохозяйства — 2,73, а семьи — 3,15 человека.
32,6 % населения — младше 18 лет, 2,8 % — в возрасте от 18 до 24 лет, 25,7 % — от 25 до 44, 25,7 % — от 45 до 64, и 13,3 % — старше 65 лет. Средний возраст — 38 лет. На каждые 100 женщин приходилось 92,9 мужчин.  На каждые 100 женщин старше 18 приходилось 93,4 мужчин.
Средний годовой доход домохозяйства составлял 33 542 доллара, а средний годовой доход семьи —  41 667 долларов. Средний доход мужчин —  24 167  долларов, в то время как у женщин — 21 250. Доход на душу населения составил 14 696 долларов. За чертой бедности находились 15,3 % семей и 15,7 % всего населения тауншипа, из которых 18,5 % младше 18 и 23,8 % старше 65 лет.